# Hjalmar Thorén
Sven Hjalmar Thorén, född 18 juni 1878 i Stockholm, död där 22 februari 1941, var en svensk militär. Han var bror till Sven Thorén.
Thorén, som var son till generalmajor Adam Thorén och Hanna Abelin, blev underlöjtnant vid Upplands artilleriregemente 1900, löjtnant 1904, kapten 1912, var artilleristabsoffficer 1912–1917 och 1923–1925, blev major i armén 1923, var chef för Artilleristaben 1925–1926, fälttygmästare 1926–1931, blev överstelöjtnant i Svea artilleriregemente 1928, var överste och chef för Artilleristaben 1931–1932, ordförande i artillerikommittén 1931–1932, chef för Smålands arméartilleriregemente 1932–1937 och för Svea artilleriregemente 1937–1938. Han genomgick Artilleri- och ingenjörhögskolans allmänna kurs 1902–1904 och högre artillerikurs 1904–1906. Han invaldes som ledamot av Kungliga Krigsvetenskapsakademien 1925. Thorén är begraven i sin familjegrav på Norra begravningsplatsen utanför Stockholm.